# Amolops loloensis
Espèce
Synonymes
- Staurois loloensis Liu, 1950

Statut de conservation UICN

 VU A2ac : Vulnérable
Amolops loloensis est une espèce d'amphibiens de la famille des Ranidae.

## Répartition
Cette espèce est endémique du Sud de la province du Sichuan en République populaire de Chine. Elle se rencontre dans les xians de Zhaojue, de Mianning, de Hongya, de Luding et de Baoxing, entre 1 840 et 3 700 m d'altitude,.

## Description
Amolops loloensis mesure de 67 à 77 mm pour les femelles. La taille des mâles n'est pas précisée dans la publication originale. Son dos est vert foncé avec de grandes taches brunes cerclées de vert clair. Ses membres postérieurs sont rayés de quatre rayures brunes surlignées de vert clair et deux ou trois sont présentes sur ses membres antérieurs. Sa face ventrale est jaune sale.

## Étymologie
Son nom d'espèce, composé de lolo[kou] et du suffixe latin -ensis, « qui vit dans, qui habite », lui a été donné en référence au lieu de sa découverte, Lolokou, désormais nommé Jiafanggou ou Jiefang Gou, dans le xian de Zhaojue au Sichuan.

## Publication originale
- Liu, 1950 : Amphibians of western China. Fieldiana, Zoology Memoires, vol. 2, p. 1-400 (texte intégral).